# Ellingen (Altmark)
Ellingen war bis zum 31. Januar 1974 eine Gemeinde im Kreis Osterburg im Bezirk Magdeburg, Deutsche Demokratische Republik.

## Geografie
Die Gemeinde Ellingen lag etwa 15 Kilometer südöstlich der früheren Kreisstadt Osterburg und etwa 4 Kilometer westlich der Elbe in der Altmark.
Die Gemarkung Ellingen umfasst heute die Gebiete der ehemaligen Gemeinden Klein Ellingen und Groß Ellingen und den Wohnplatz Altenau. Die Gemarkung liegt südöstlich von Hohenberg-Krusemark.

## Geschichte
Im Jahre 1955 entstand in Klein Ellingen die erste Landwirtschaftliche Produktionsgenossenschaft vom Typ III, die LPG „Geschwister Scholl“.

### Einwohnerentwicklung
| Jahr | Einwohner |
| ---- | --------- |
| 1964 | 370       |
| 1971 | 311       |

### Eingemeindungen
Am 20. Juli 1950 wurden die bis dahin eigenständigen Gemeinden Groß Ellingen und Klein Ellingen zur neuen Gemeinde Ellingen zusammengeschlossen.
Am 25. Juli 1952 ist die Gemeinde Ellingen in den Kreis Osterburg umgegliedert worden. Am 1. Februar 1974 wurde die Gemeinde Ellingen nach Hohenberg-Krusemark eingemeindet. Die beiden Ortsteile kamen zur Gemeinde Hohenberg-Krusemark. Ellingen wurde kein Ortsteil.